# Festival Folifrets Baie-James
Le Festival Folifrets Baie-James est un festival hivernal organisé à chaque année dans la Ville de Chibougamau, dans le Nord-du-Québec. Il s'échelonne sur dix jours, habituellement de la fin février, début mars. L’événement fait de Chibougamau la capitale de la motoneige, réunissant des participants de partout au Québec, de l’Ontario et même des États-Unis. Il portait autrefois le nom de Grand Rallye international de Chibougamau puis de Rallye international de Chibougamau-Chapais avant de prendre le nom de Festival Folifrets en 2009.

## Historique
En 1967, Léopold Larouche, membre de la Chambre de commerce de Chibougamau, a l’idée d’organiser une compétition de motoneiges à Chibougamau. À l’époque, la motoneige sport, telle qu’on la connaît aujourd'hui, était relativement nouvelle. La première édition compte 66 coureurs dont seulement 29 réussissent à compléter le parcours de 110 milles en forêt autour du lac Chibougamau. Ainsi est né le Grand Rallye international de Chibougamau qui alliait compétition de type cross-country et activités carnavalesques remplaçant le précédent carnaval d’hiver de Chibougamau. Il s'agit de la première compétition de type Snowcross à être créée.
Au fil des ans, différentes modifications sont apportées à la compétition. En 1973, le départ par vagues est instauré pour éviter les danger liés à un trop grand nombre de personnes en piste simultanément. En 1978, en plus de la compétition dite «professionnelle», une nouvelle compétition pour amateur est créée. D’autres catégories de compétition seront ajoutées puis enlevées au fil du temps, selon la popularité de chacune : la catégorie semi-professionnelle, la catégorie des maîtres, la catégorie sport, une compétition réservée aux femmes, une réservée aux juniors, etc. En 1986, une nouvelle activité est intégrée à la programmation: le rallye du président. Plus randonnée que compétition, le rallye du président se veut un grand rassemblement de motoneiges antiques,.
L'année 2008 en est une très difficile. Le rallye est en mauvaise posture financièrement et la seule activité reliée à la motoneige qui se tient est le rallye du président. Personne ne veut reprendre l'organisation et le président de l'époque, Clément Gaudreault, pense fermer les livres. Une assemblée générale de dernière chance est organisée et c'est à se moment que Claude Girard se propose pour reprendre l'organisation. Il sera à la tête du festival de 2010 à 2016. En 2009, le rallye devient officiellement le Festival Folifrets avec une plus grande programmation pour la famille et son slogan «Ça se passe en ville, en famille!». L'année 2012 marque le retour de la compétition crosscountry avec une piste de 345 km reliant Oujé-Bougoumou et Mistissini et qui se termine à Chibougamau. En 2016, le festival fête son 50e anniversaire. Pour l’occasion, un livre souvenir est édité faisant un survol de l’histoire du festival,. Depuis, le festival connaît des bonnes et moins bonnes années. Le ministère du Tourisme a soutenu l'édition de 2020.

### Camp à Jos
Le camp à Jos est un point de rassemblement couvert lors des festivités. Alors qu'il était précédemment érigé et démonté à chaque édition, en 1977, le président Gérard Poulin décide de construire un chalet permanent. Un bâtiment de 60 par 120 pied est construit avec l'aide financière du fédéral et des contracteurs de Chibougamau.
En 2008, le camp à Jos est vendu, car il demande trop d'investissement alors qu'il est ouvert seulement durant le rallye. Le manque de bénévole pour assurer l'entretien et l'accueil pousse également le président Clément Gaudreault vers cette décision qui lui attire des critiques.

### Mascottes
En 1977, le rallye se dote d’une première mascotte appelée Boule de neige. Celle-ci est remplacée par le Bonhomme Folifrets en 1986.

### Trophée
Le trophée original de la compétition cross-country est réalisé par Odilon Laprise à la suite de la commande du fondateur Léo-Paul Larouche en 1967,. Il est conçu de manière à pouvoir ajouter des étages au fil des années pour inscrire le nom de tous les gagnants. Il est fait de bois de noyer.
Odilon Laprise en plus de concevoir le trophée réalise 5 répliques miniatures qui étaient à l'époque remises aux vainqueurs et des flèches en bois comme celle du logo qui étaient remises aux participants.

### Chanson thème
Le Festival possède une chanson thème qui invite les gens à participer à l'événement. Les paroles sont une composition du groupe Les marquis. Le tout a été mis en musique par Robert Poirier, directeur musical des Voix de la Vallée du Cuivre.

## Présidents et présidentes
L'organisation du festival est gérée à chaque année par un comité avec à sa tête un président ou une présidente.
| Années           | Président(e)s                                |
| ---------------- | -------------------------------------------- |
| 1967 à 1969      | Léo-Paul Larouche, fondateur                 |
| 1970             | Armand Poirier                               |
| 1971             | Bertrand Arcand                              |
| 1972             | Paul Théberge                                |
| 1973             | Laurent Levasseur                            |
| 1974             | Marcel Drolet                                |
| 1975             | Guy Lanouette                                |
| 1976             | Gilles Fortier                               |
| 1977             | Gérard Poulin                                |
| 1978             | Florent Gagnon                               |
| 1979             | Martin Gagnon                                |
| 1980, 1983, 1986 | René Côté                                    |
| 1981             | Louis Grant                                  |
| 1982             | Francine Gauthier, première femme présidente |
| 1984             | André St-Jean                                |
| 1985             | Roger Bouchard                               |
| 1987             | Marc-Henri Mailloux                          |
| 1988             | Paul Privé                                   |
| 1989             | Arthur Beaudry                               |
| 1990             | René Bouchard                                |
| 1991             | Renald St-Germain                            |
| 1992-1993, 2006  | Michel Perreault                             |
| 1994             | Éric Savard                                  |
| 1995             | Daniel Larochelle                            |
| 1996             | Édith Laporte                                |
| 1997             | Bruno Fortin                                 |
| 1998-1999        | Gaétan Piché                                 |
| 2000             | Christian Ouellet                            |
| 2001-2002        | Bruno Marceau                                |
| 2003             | Réjean Piché                                 |
| 2004-2005        | Sylvain Simard                               |
| 2007 à 2009      | Clément Gaudreault                           |
| 2010 à 2016      | Claude Girard                                |
| 2017 à 2019      | Nancy Gervais                                |
| 2020             | Marc Surprenant                              |

## Duchesses et reines
Parallèlement aux festivités, les duchesses se font compétition pour gagner le titre de reine du rallye ou du festival. Elles doivent faire de la promotion pour les événements, organiser des événements, vendre des billets, ramasser du financement, etc. Cette compétition n’a pas eu lieu à toutes les éditions du festival.
| Années | Reines                             |
| ------ | ---------------------------------- |
| 1968   | Réjane Genois                      |
| 1970   | Rina Audet                         |
| 1971   | Annette Veilleux                   |
| 1972   | Denise Gauthier                    |
| 1975   | Julie Iserhoff, première reine cri |
| 1976   | Johanne Maltais                    |
| 1977   | Lise Savard                        |
| 1978   | Nicole Lambert                     |
| 1979   | Francine Tremblay                  |
| 1980   | Caroline Grenier                   |
| 1983   | Michelle Larouche                  |
| 1992   | Karine Lallemand                   |
| 1995   | Karen Boutin                       |
| 1999   | Nancy Gervais                      |
| 2005   | Carolyne Pageau                    |
| 2008   | Claire Bouchard                    |
| 2012   | Catherine Boulanger                |
| 2013   | Marilyne Surprenant                |
| 2015   | Lorry Bergeron                     |
| 2017   | Justine Mianscum                   |
| 2018   | Mélanie Paradis                    |
| 2019   | Joanie Paquet                      |